# Palm Beach Gardens
Palm Beach Gardens é uma cidade localizada no estado americano da Flórida, no condado de Palm Beach. Foi incorporada em 1959.

## Geografia
De acordo com o United States Census Bureau, a cidade tem uma área de 143,3 km², onde 142,7 km² estão cobertos por terra e 0,6 km² por água.

### Localidades na vizinhança
O diagrama seguinte representa as localidades num raio de 16 km ao redor de Palm Beach Gardens.

## Demografia
Segundo o censo nacional de 2010, a sua população é de 48 452 habitantes e sua densidade populacional é de 339,6 hab/km². Possui 27 663 residências, que resulta em uma densidade de 193,9 residências/km².